# 委內瑞拉細身脂鯉
委內瑞拉細身脂鯉，為輻鰭魚綱脂鯉目脂鯉亞目頂器脂鯉科的其一種，分布於南美洲黑河及奧里諾科河流域，體長可達2.2公分，棲息在底中層水域，生活習性不明。